# Daysland
Daysland is een plaats (town) in de Canadese provincie Alberta en telt 818 inwoners (2006).

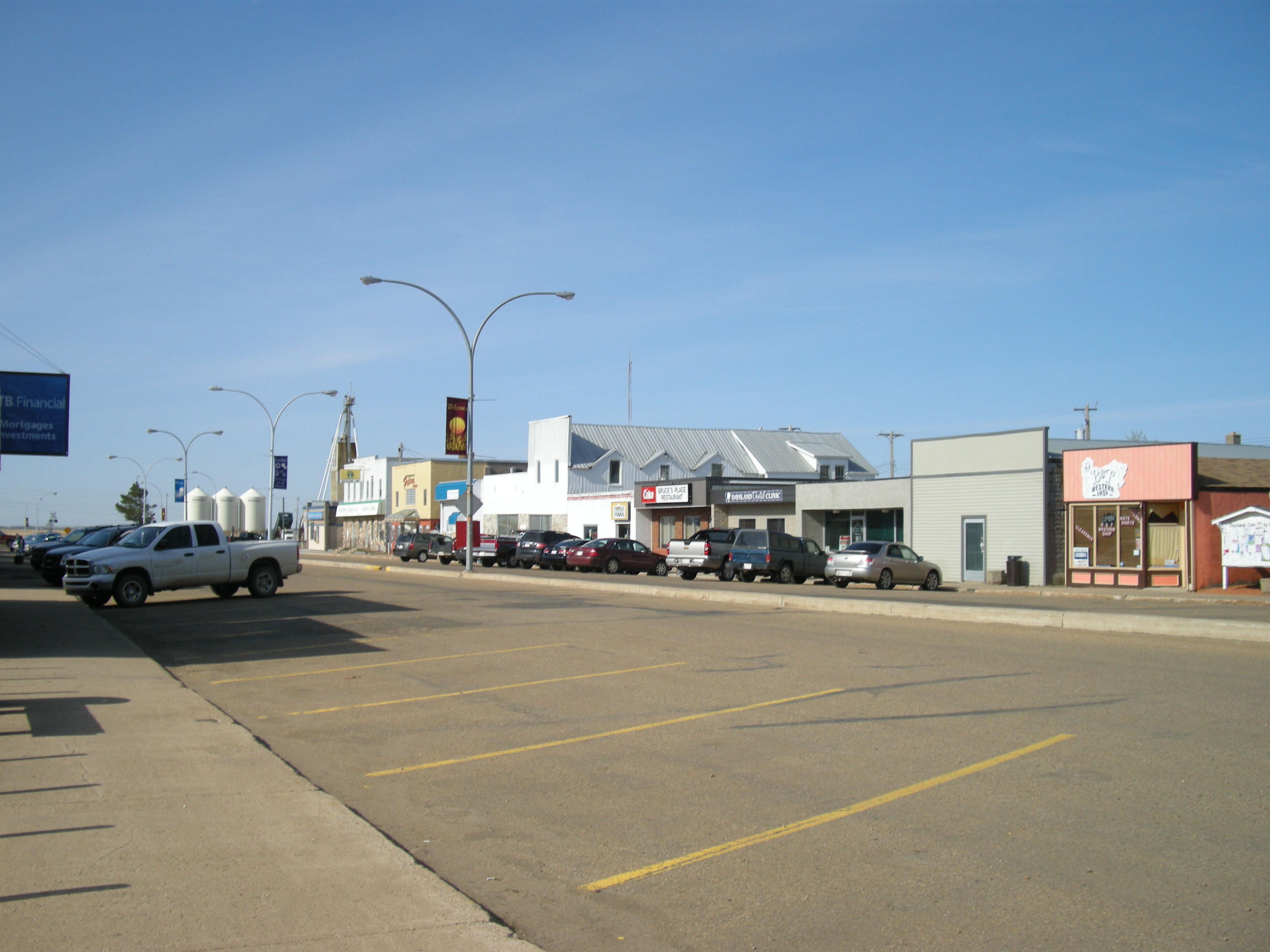
Hoofdstraat van Daysland